# The Libertines
The Libertines sono un gruppo musicale inglese di genere indie rock, formatosi nel 1997 a Londra e attivo inizialmente fino al 2005, poi nuovamente nel 2010 ed infine dal 2014. Le sonorità della band spaziano dal garage rock al post punk revival.
La band nasce dall'incontro tra i cantanti e chitarristi Pete Doherty e Carl Barât, che vivevano come squatter nella zona orientale della capitale inglese. Cambia continuamente formazione fino al 2001, quando prende l'assetto definitivo, con John Hassall al basso e Gary Powell alla batteria. L'anno successivo, con la produzione di Mick Jones, esce il primo album del gruppo, Up the Bracket, accolto molto positivamente da pubblico e critica. Il complesso guadagna notorietà in Gran Bretagna, divenendo fenomeno di costume, e raggiunge un successo sempre maggiore, nonostante i problemi con l'eroina del cantante e chitarrista Pete Doherty, il quale nel 2003 viene arrestato per aver rubato proprio in casa del suo compagno di band. Nel 2004 esce il secondo album (The Libertines), che viene giudicato ottimo dalla critica di settore. Il gruppo gode di molto consenso in Inghilterra, ma dopo l'uscita dell'album Doherty lascia definitivamente la band, che si scioglie ufficialmente nel 2005. Carl Barât forma quindi i Dirty Pretty Things, mentre Pete Doherty diviene il leader dei Babyshambles.
Il 2 agosto 2009 alcuni giornali pubblicano la notizia di una riunione della band: Carl Barât abbandona i Dirty Pretty Things e Pete Doherty dichiara di non aver problemi a mantenere più progetti musicali contemporaneamente. Il 31 marzo 2010, tramite una conferenza stampa, la band annuncia ufficialmente la propria ricostituzione. Nell'agosto 2010 la band si esibisce in una serie di festival musicali inglesi, tra cui quello di Reading and Leeds. Il terzo album, Anthems for Doomed Youth, esce nel settembre 2015.

## Carriera

### Esordi (1997–2001)
Il gruppo si forma dall'amicizia tra Carl Barât, studente di teatro alla Brunel University di Uxbridge, e Pete Doherty, studente di letteratura inglese alla Queen Mary University. I due condividevano l'appartamento di Richmond con Amy-Jo Doherty, sorella maggiore di Peter. Il sodalizio musicale nacque subito dalla comune passione per le melodie e i testi degli Smiths. Barât abbandonò il corso di teatro due anni dopo e Doherty lasciò gli studi di letteratura inglese alla Queen Mary dopo un anno. I due si trasferirono in un appartamento di Camden Road, a North London, che soprannominarono "The Delaney Mansions".
Ben presto formarono una band con il vicino di casa Steve Bedlow, noto come Scarborough Steve, e assunsero il nome di The Strand, che sarebbe divenuto The Libertines in onore del controverso romanzo Le 120 giornate di Sodoma del Marchese de Sade. In un primo momento tra i possibili nomi del gruppo figurava anche The Albions, ma fu scartato. Poco dopo, dall'incontro con John Hassall e Johnny Borrell, che suonò il basso con i Libertines durante una sessione di prova, la band assunse un nuovo assetto. Il complesso tenne un'altra sessione di prove alla quale Borrell non si presentò. Si scoprì che l'assente, raggiunto telefonicamente, era in tour, così Hassall si unì alla band. Ancora priva del batterista, la band iniziò a esibirsi nel quartiere dove vivevano Doherty e Barât.
Poche settimane dopo prenotarono gli Odessa studios e si dedicarono alla registrazione di tre canzoni con il produttore Gwyn Mathias, che aveva lavorato con i Sex Pistols. Delusi dai provini con aspiranti batteristi, decisero di affidarsi a Mathias, che arruolò il cinquantaquattrenne Paul Dufour per 50 dollari. Nonostante lo scarto generazionale, Paul Dufour convinse il resto del gruppo ed entrò a far parte della band. I Libertines iniziarono a suonare in locali più noti finché Roger Morton, giornalista di NME che era andato a vederli al Filthy Macnasty's Whiskey Cafe di Islington, dove Pete lavorava come barista, si propose come manager del gruppo, che accettò di buon grado, declinando un'altra offerta giunta dall'esperto produttore John Waller.
Nel marzo 2000 i Libertines incontrarono Banny Poostchi, legale della Warner Chappell Music Publishing, che, intravedendo il potenziale della band, assunse un ruolo chiave nel management. Insieme registrarono Legs XI, un set comprendente le loro migliori otto canzoni dell'epoca. A dicembre, però, il gruppo era ancora senza contratto, motivo che spinse Dufour, Hassall e Pootschi ad abbandonare i Libertines.
Il successo degli Strokes, band affine ai Libertines, fece tornare Pootschi sui suoi passi e riconsiderare la sua decisione. La manager si diede sei mesi di tempo per far scritturare i Libertines dalla Rough Trade Records. Fu in questo periodo che Barât e Doherty scrissero molti dei brani poi presenti nel primo album. Alla batteria fu chiamato a suonare Gary Powell al posto di Paul Dufour, considerato troppo in là con gli anni dalla Pootschi. Il 1º ottobre 2001 Barât e Doherty fecero un provino per la Rough Trade alla presenza di James Endeacott, che rimase favorevolmente impressionato e l'11 dicembre li fece ascoltare dai suoi superiori, Geoff Travis e Jeanette Lee. Ai Libertines fu comunicata la notizia dell'assunzione, con la firma del contratto prevista per il 21 dicembre.
I Libertines avevano bisogno di un bassista, così richiamarono Hassall, ma gli fecero capire che il ruolo di compositori sarebbe spettato a Doherty e Barât. I due affittarono un appartamento in 112ª Teesdale Street, a Bethnal Green, che soprannominarono "The Albion Rooms".

### 2014–oggi:Anthems for Doomed YoutheAll Quiet on the Eastern Esplanade
Nel luglio 2015 i Libertines hanno annunciato l'uscita dell'album Anthems for Doomed Youth, che è stato pubblicato l'11 settembre 2015.
Ad ottobre 2023 i Libertines hanno annunciato l'uscita dell'album All Quiet on the Eastern Esplanade per marzo 2024.

## Formazione
- Pete Doherty - voce e chitarra
- Carl Barât - voce e chitarra
- John Hassall - basso
- Gary Powell - batteria

## Discografia

### Album in studio
- 2002 - Up the Bracket
- 2004 - The Libertines
- 2015 - Anthems for Doomed Youth
- 2024 - All Quiet on the Eastern Esplanade

### EP
- 2003 - Time for Heroes
- 2003 - I Get Along
- 2003 - Don't Look Back into the Sun/Death on the Stairs
- 2005 - What Became of the Likely Lads

### Singoli
- 2002 - What a Waster
- 2002 - Up the Bracket
- 2003 - Don't Look Back into the Sun
- 2003 - Time for Heroes
- 2004 - Can't Stand Me Now
- 2004 - What Became of the Likely Lads
- 2023 - Run Run Run
- 2023 - Night of the Hunter
- 2024 - Oh Shit
- 2024 - Shiver

### Raccolte
- 2007 - Time for Heroes - The Best of The Libertines